# Grödingebonaden

Grödingebonaden

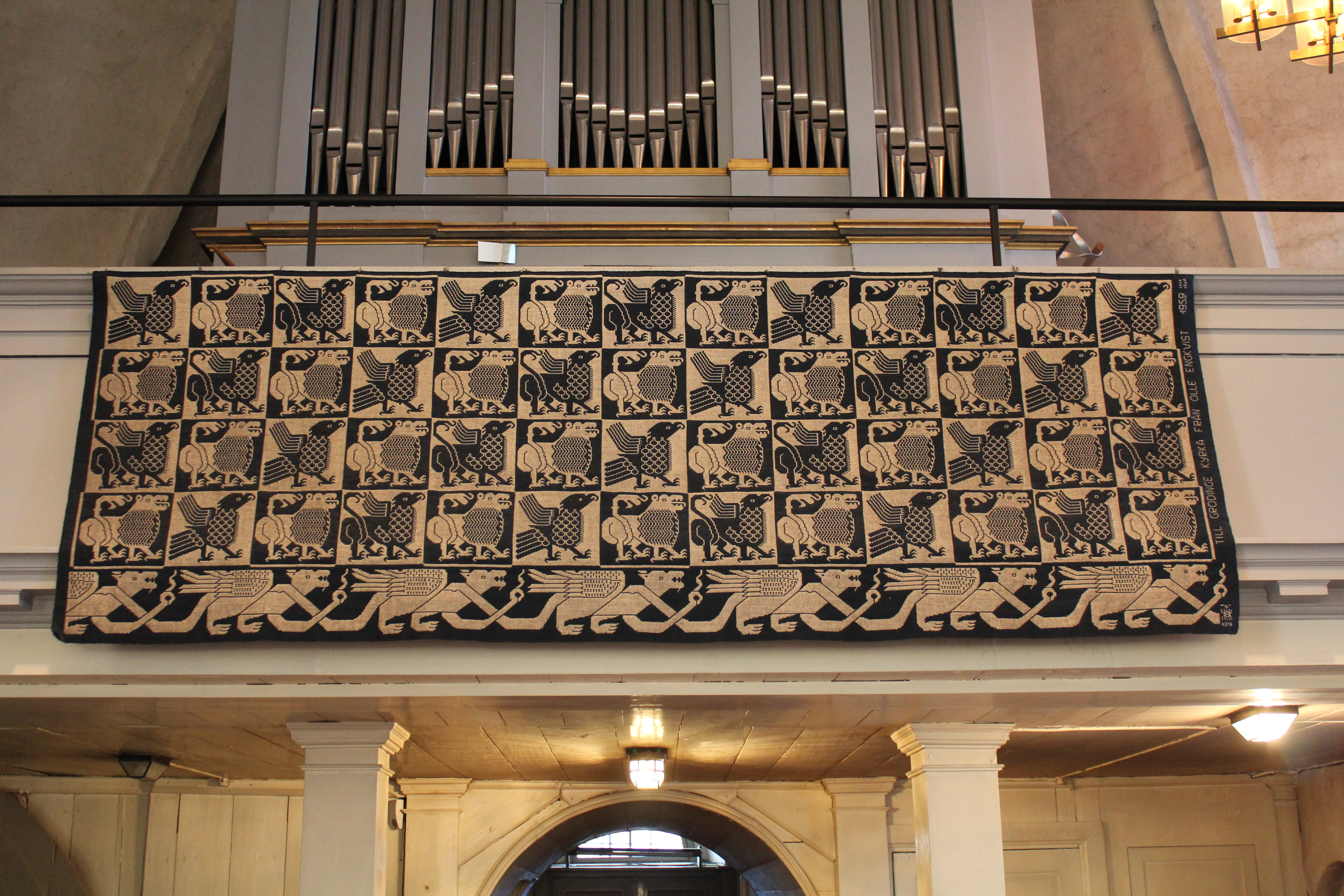
En kopia av Grödingebonaden finns i Grödinge kyrka.

Grödingebonaden är en handvävd tapet från Grödinge kyrka i Södermanland, som nu förvaras i Statens historiska museum i Stockholm. Bonaden av bearbetad finnväv har ett symmetriskt rutmönster i blått och vitt med infogade figurer av lejon, gripar och örnar. Alla djuren är avbildade i profil och riktade åt samma håll.
Grödingebonaden består av två längder varav den ena har bevarade stadkanter som visar att vävens bredd varit omkring 85 centimeter. Bonaden har således en söm i sin mitt och den totala bredden är 170 centimeter medan dess ursprungliga längd är okänd. Materialet är ylle och bonadens nedre del är försedd med en bård av draklika djur som är sammanlänkade i varandra med sina långa svansar. Hela grödingebonaden utmärker sig för stor teknisk finess och klar komposition och tillhör den grupp av finnvävnader, som bildar övergången mellan de mycket tidiga medeltida och de senare med starka renässansinslag. En enklare variant från Sankt Mårten finns i Finlands nationalmuseum.
Till gruppen hör även vävnader från Södra Råda socken, Överenhörna socken samt Raumo i Finland. Grödingebonadens mönster har sitt ursprung i Bysans men visar tydliga spår av nordiskt inflytande. Bården anses nordisk men har motstycken i norditaliensk stenskulptur. Grödingebonaden har ansetts svår att datera, men förmodas vara tillverkad på 1400-talet.

## Kopia i Grödinge kyrka
Storbyggmästaren Olle Engkvist som hade sin sommarvilla i närheten av Grödinge kyrka donerade 1952 en kopia av Grödingebonaden. Efter tillstånd av Riksantikvarieämbetet lät han Handarbetets vänner utföra en kopia som placerades i kyrkan. Den är märkt med Handarbetets vänners signum, ordet ”kopia” samt donatorsuppgiften ”Till Grödinge kyrka från Olle Engkvist 1952”.

## Frimärke
Bonaden uppmärksammades 1971 med ett svenskt 25-öres frimärke som trycktes i tio miljoner exemplar. Det graverades av Czeslaw Slania och nådde världsrykte med tanke på det svåra motivet som krävde hög precision och ett dubbeltryck.